# Praia do Portinho (ilha de São Tomé)
A Praia do Portinho é uma praia do Arquipélago de São Tomé e Príncipe, localiza-se a Sul da ilha de São Tomé entre a Praia Sambangombe e a Praia Xixi, junto à localidade de Will, frente ao estuário do Rio Portinho.